# Leshan
Leshan (chinois simplifié : 乐山市 ; chinois traditionnel : 樂山市 ; pinyin : lèshān shî, prononcé : /lɤ̂.ʂán/) est une ville-préfecture de la province du Sichuan en Chine.

Le Bouddha géant de Leshan.

Le Grand Bouddha de Leshan, taillé dans la roche à flanc de colline, est avec ses 71 m de hauteur le plus grand de ce type au monde. Conjointement avec le mont Emei, il a été inscrit en 1996 sur la liste du patrimoine mondial de l'UNESCO.

## Subdivisions administratives
La ville-préfecture de Leshan exerce sa juridiction sur onze subdivisions - quatre districts, une ville-district, quatre Xian et deux Xian autonome :
- le district de Shizhong - 市中区 Shìzhōng Qū ;
- le district de Shawan - 沙湾区 Shāwān Qū ;
- le district de Wutongqiao - 五通桥区 Wǔtōngqiáo Qū ;
- le district de Jinkouhe - 金口河区 Jīnkǒuhé Qū ;
- la ville d'Emeishan - 峨眉山市 Éméishān Shì ;
- le xian de Qianwei - 犍为县 Qiánwéi Xiàn ;
- le xian de Jingyan - 井研县 Jǐngyán Xiàn ;
- le xian de Jiajiang - 夹江县 Jiājiāng Xiàn ;
- le xian de Muchuan - 沐川县 Mùchuān Xiàn ;
- le xian autonome yi d'Ebian - 峨边彝族自治县 Ébiān yízú Zìzhìxiàn ;
- le xian autonome yi de Mabian - 马边彝族自治县 Mǎbiān yízú Zìzhìxiàn.

## Jumelages
- Gilbert (États-Unis)
- Hervey Bay (Australie)
- Ichikawa (Japon)
- Issy-les-Moulineaux (France)

## Ville numérique

### Démarches de la ville numérique à Leshan
Le gouvernement municipal de Leshan a signé un accord de coopération avec Vimicro Technology Co., Ltd. pour développer et construire conjointement un projet de R&D de système de ville intelligente et d'industrialisation d'applications .

### Institut de recherche sur la ville intelligente
L "Institut de recherche sur la ville intelligente" mis en place par Vimicro est axé sur la recherche en intelligence artificielle, centre de données, applications 5G, jumeaux numériques, edge computing, etc. 
La prochaine étape de l'institut consistera à suivre la stratégie nationale de "nouvelle infrastructure" et à construire une nouvelle base de démonstration de la ville intelligente. Elle intégrera les technologies de l'Internet des objets, des données massives, du cloud computing, etc., pour intégrer des stations de base 5G, des caméras, des capteurs infrarouges, des radars, des écrans électroniques, des bornes de recharge, des capteurs de surveillance environnementale, des capteurs de coopération entre les voitures et la route, etc. Elle améliorera les services publics de la ville, créera un système de gestion intégré de la ville intelligente qui combine les réseaux N+ de surveillance des données, de surveillance de l'environnement, de surveillance des véhicules, de surveillance de la sécurité, d'alerte précoce des inondations urbaines et de signalisation d'urgence pour les citoyens.

### Sources
- (en) Codes téléphoniques et postaux de Chine
- (en) Codes postaux du Sichuan